# Black and White City
Black and White City er en kortfilm fra 1993 instrueret af Trine Vester.

## Handling
Form-atelieret/Værksted for Grundmagi er et samarbejde mellem Statens Filmcentral og Danmarks Radio ved animatoren Lejf Marcussen. Projektet formål har været at give nogle instruktører mulighed for, over en længere periode, i størst mulig frihed, at fordybe sig i de levende billeders umiddelbare materiale. Trine Vester skriver om sine produktioner: »Fantasie Impromptu« er billedvariationer over Chopins klaverstykke - en undersøgelse af det synkrone og det asynkrone. »Black and White City« er en klassisk fortælling om ondt og godt - en dramaturgisk symfoni i et billedsprog, hvor forståelsen udspringer af bevægelsen.